# Muziek in Roemenië
De Muziek in Roemenië bestaat uit traditionele volksmuziek (Roemeens: musica traditionale), moderne westerse stromingen zoals popmuziek, hiphop, heavy metal en combinaties daarvan. In de klassieke muziek en moderne muziek ziet men ook regelmatig een westerse stijl gecombineerd met oosterse invloeden.

## Geschiedenis

### Vroege geschiedenis

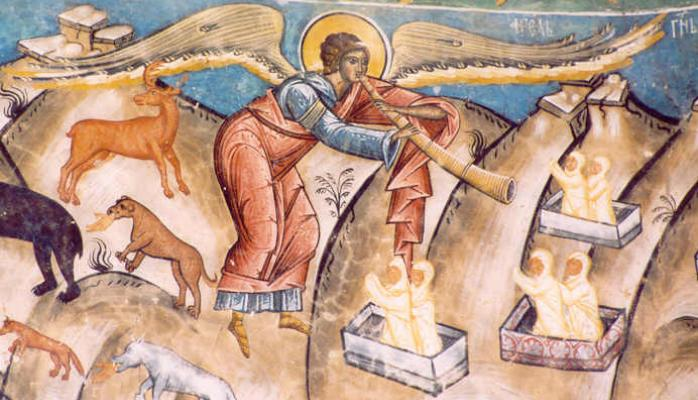
Bucium in het Voronețklooster, 1488

Er wordt gesuggereerd dat de muziek in Roemenië al voor het begin van de jaartelling door Thracische invloeden een aanzienlijk niveau moet hebben gehad. De Geto-Daciers die in het gebied woonden waren namelijk onderdeel van een veel grotere groep, de Thraciërs, die bekendstaan om een hoog cultureel niveau onder andere op het gebied van zang en instrumenten als de lier.  De Geto-Daciers  gebruikten de lier voor religieuze doeleinden en de hoorn ("bucium") en Carnyx als ze op oorlogspad waren.  Met snaarinstrumenten en zang  werden onder meer ongeschreven wetten doorgegeven. Gezang en medicijnen voorgeschreven door hun god Zalmoxis zouden hen zelfs onsterfelijk maken.
De Romeinse geograaf Strabo schreef in de eerste eeuw: "de melodie, het ritme van de muziek en de gebruikte instrumenten zijn Tracisch...en Aziatisch".
De Romeinse dichter Ovidius die rond het begin van de jaartelling naar Dacie aan de Zwarte Zee was verbannen merkte over een herder, die bedreigd door vijandige stammen buiten de stadswallen de schapen bewaakt, het volgende op: "de herder draagt een helm terwijl hij speelt op zijn met hars aan elkaar gelijmde rietfluit en in plaats van de wolf vrezen de angstige schapen de oorlog". Dit is de eerste verwijzing naar de panfluit zoals die in Roemenië bekend is.
Van de 4e tot de 10e eeuw zou de oorspronkelijke muziek verrijkt worden met die van de andere volken en naaste buren (Germaans, Hongaars, Turks, Russisch, Pools, Grieks) zonder zijn eigen stijl te verliezen.

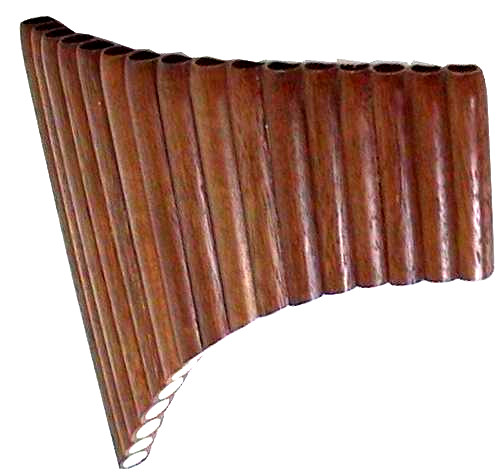
Roemeense panfluit (Nae)
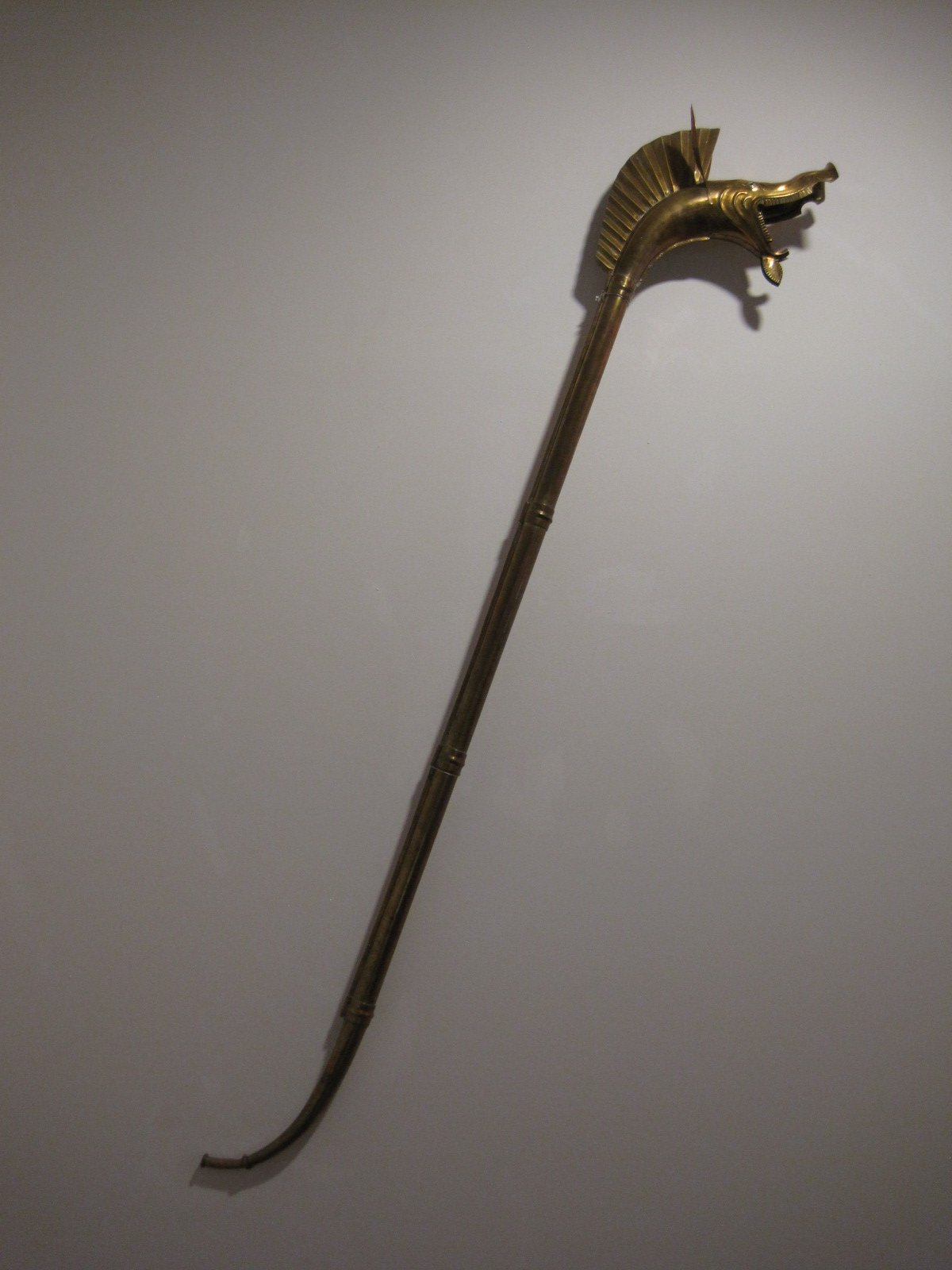
Carnyx
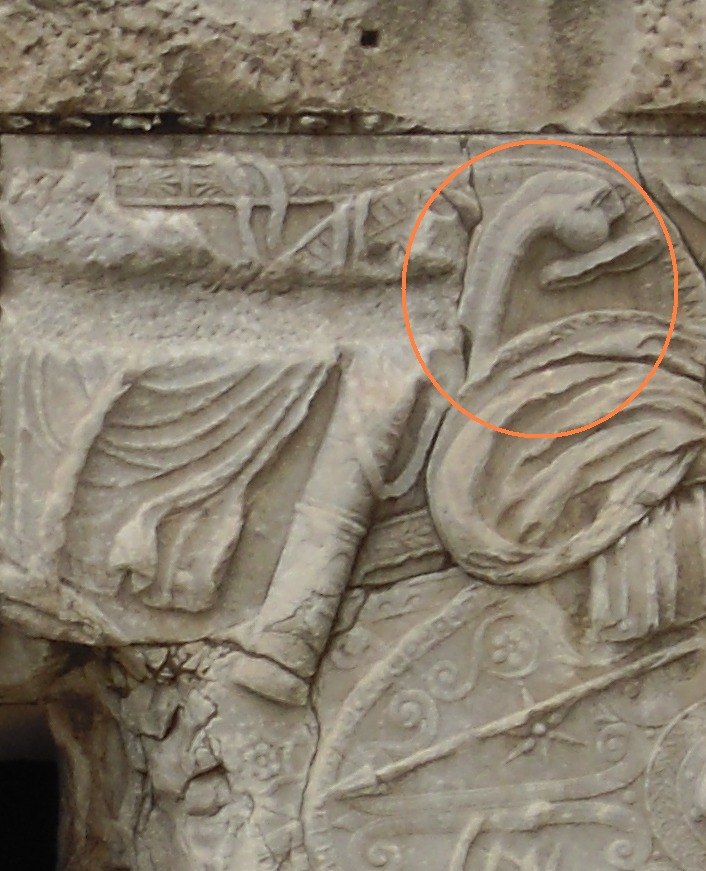
Dacische carnyx op de Zuil van Trajanus, 113 n.Chr.
- Opname van een Carnyx

### Byzantijnse invloed en muziek aan het hof

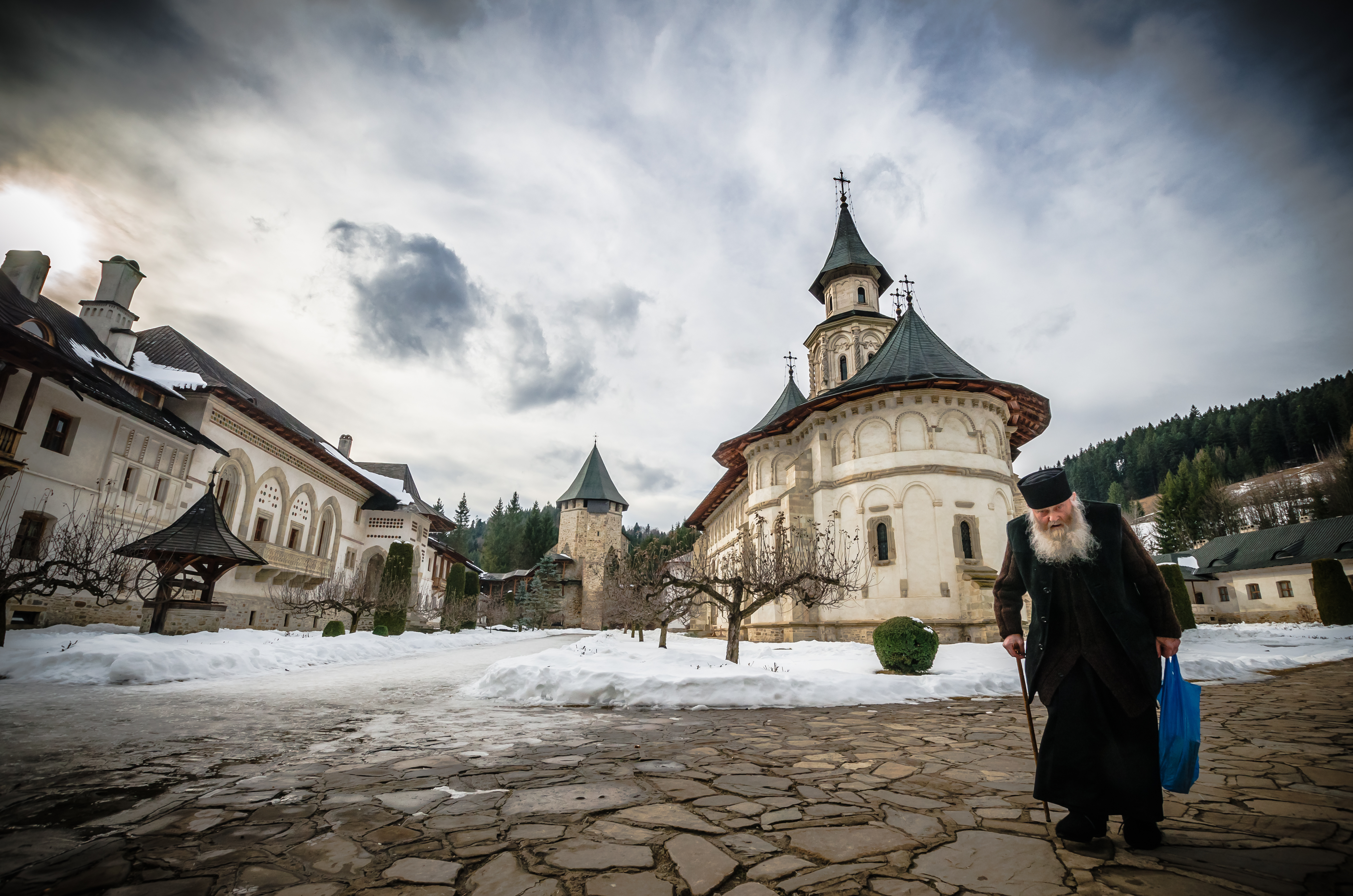
Klooster van Putna

Aan het einde van de Grote Volksverhuizing vanaf de 10e eeuw begonnen onder grote vorsten als Mircea de Oude en Alexander de Goede de gezangen in de kerken een eigen mix van Byzantijnse invloed en eigen volkscultuur te vertonen. In Cenad (in de buurt van Arad) werd in een klooster de eerste muziekschool opgezet en in Sibiu wordt rond 1350 al het bestaan van een orgel gemeld.
Vanaf de 15e eeuw was onder Stefan de Grote en andere vorsten sprake van een culturele opleving aan de hoven die in contact kwamen met het westen. In de kloosters van Neamt en Putna ten zuiden van de Karpaten werden Byzantijnse gezangen onderwezen. Teksten werden vertaald en aangepast aan de Roemeense cultuur.  Aan de hoven waren het vrije en horige zigeuners die voor afleiding moesten zorgen. De eerste vermelding van een zigeuners als lautar is in brieven rond 1568 waarin de bojaar Vingo Voinicu een zekere Stoica Alăutar als slaaf verkoopt aan de vorst van Moldova. In de loop van de tijd steeg hun waarde en werd hen toegestaan ook zelfstandig geld te verdienen. De zigeunerslavernij zou echter pas in 1823 volledig verdwijnen. Het verschil tussen hoofse en volksmuziek was niet groot.
Eustaţie Protopsaltul was rond 1500 een van de eerste grote Roemeense componisten van religieuze muziek.

### Turkse en Griekse invloed
In de 18e en begin 19e eeuw ziet men als gevolg van de Ottomaanse overheersing in de donauvorstendommen een toegenomen Turkse en oosterse invloed. De griekse Fanarioten die door de Ottomaanse  sultan als vorst naar Roemenië werden gestuurd zorgden voor een Griekse invloed aan de hoven en in de door Bojaren bezochte salons. Dit was ook het moment van ontstaan van gildes (breasla) van Lautari. Deze muzikanten speelden voor de bojaren op feesten, huwelijken en begrafenissen. Dit waren vaak Roma-muzikanten. 
Dimitrie Cantemir, vorst van Moldavië en 'homo universalis' droeg met zijn  muziekboek naar Turkse smaak en door uitvinding van een Turkse muzieknotatie aan het begin van de 18e eeuw als een van de laatsten bij aan de oosterse invloed op de Roemeense muziek.

### Westerse invloed
Transsylvanië liep voorop ten opzichte van de donauvorstendommen Walachije en Moldavië. Halverwege de 16e eeuw reisde Valentin Gref Bacfarc uit Brasov met zijn repertoire op de luit alle hoven van Parijs tot Vilnius af. 
Gedurende de 19e eeuw namen de contacten met het Westen verder toe uit landen als Oostenrijk, Duitsland en met name Frankrijk. 

Het wegvallen van de Turkse invloed in de 19e eeuw  betekende het einde van het tijdperk van de op het oosten gerichte Fanarioten. Zonen van rijke Bojaren gingen studeren in Parijs en de mode in Boekarest werd westers en mondain. 
In het interbellum (de periode tussen de twee wereldoorlogen) werd Boekarest het Kleine Parijs" genoemd waar jazz, foxtrot, charleston en tango opkwamen. In het begin werden westerse teksten rechtstreeks vertaald. Dit was onder andere het geval met het bekende nummer Zaraza van Benjamin Tagle Lara uit Uruguay. Later ontstonden ook eigen composities van Roemeense bodem.

## Klassieke muziek

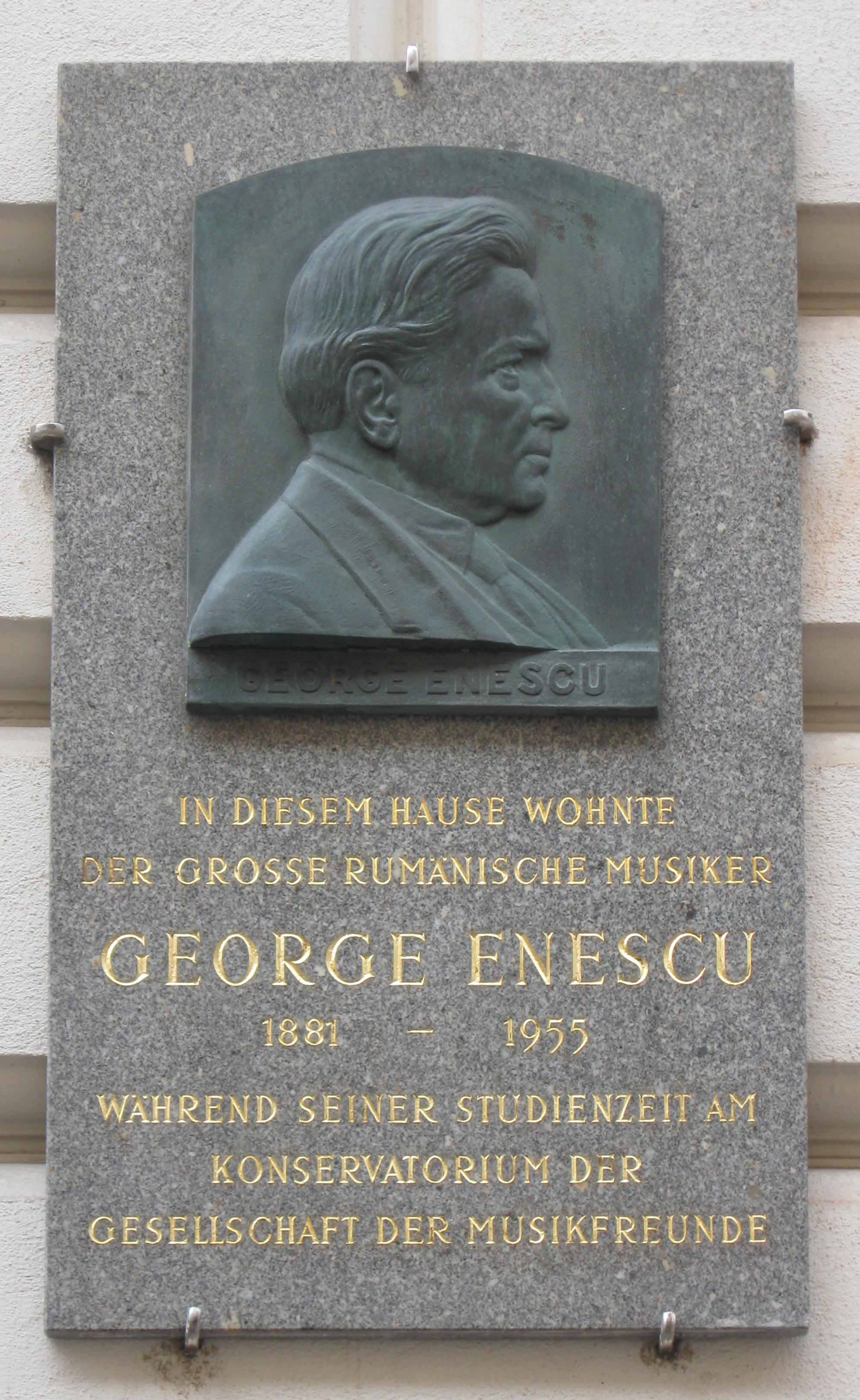
Herinnering studie Enescu in Wenen

Pas aan het einde van de 18e eeuw begonnen invloeden van westerse klassieke muziek in Roemenië zichtbaar te worden. Rondreizende westerse operagezelschappen en musici kwamen tot aan Constantinopel. Liszt gaf zelfs eens een optreden voor sultan  Abdülmecit. Transsylvanië werd met name op het gebied van orgel en vocaal beïnvloed. Walachije en Moldavië bleven dichter bij de Oost-Orthodoxe tradities. Het eerste conservatorium werd in 1825 opgericht in Cluj. Het Filharmonisch Orkest van Boekarest werd in 1868 opgericht.
De Roemeense klassieke school begon met koorwerken geïnspireerd op de volks- en byzantijnse muziek. George Enescu was een van de grootste componisten die hieruit voortkwam.
De vrijheid van meningsuiting werd na 1945 door de opkomst van het communisme sterk beperkt. De jaren 60 brachten weer meer vrijheid, waarin artiesten hun creativiteit konden uiten. De jaren 70 tot aan de val van Ceauşescu in 1989 waren ook in cultureel opzicht zeer restrictief. Als gevolg hiervan vindt men vele grote namen op cultureel, historisch en wetenschappelijke gebied in het buitenland.
Internationaal bekende klassieke namen en werken:
- George Enescu (1881-1955), componist, violist, pianist, dirigent. Beroemdste werk: Roemeense Rapsodie.
- Ciprian Porumbescu, (1853-1883) componist, muziekpedagoog, dirigent. Bij zijn dood werd het conservatorium in Boekarest naar hem vernoemd.
- Angela Gheorghiu (sopraan). Zij zong onder andere voor de Amerikaanse president Obama. Met haar vertolking van de hoofdrol in La Traviata verwierf zij wereldfaam.

## Volksmuziek (Musica Traditionale)
De vroegste muziek in Roemenië werd gespeeld op blaasinstrumenten, waaraan later de cobza (een soort luit) werd toegevoegd.
Vanaf de middeleeuwen kwam de doedelzak (cimpoi) op. Deze wordt nu nog slechts sporadisch gebruikt. De viool werd vanaf haar introductie het belangrijkste instrument, begeleid door cimbalom en contrabas. De cimbalom komt in de 16e eeuw op. Eind 19e eeuw werd hij met name in Muntenië steeds vaker door zigeuners (Lăutari) gebruikt.
De accordeon kwam sinds 1880 met name in Muntenië op en vervangt in dorpsmuziek tegenwoordig vanwege zijn volume vaak de cobza, cimbalom en contrabas. Andere veelgebruikte instrumenten zijn de klarinet en taragot/saxofoon. De traditionele volksmuziek wordt ook tegenwoordig nog gedraaid op bruiloften en partijen.
Iedere streek heeft, naast de klederdracht, haar eigen karakteristieke traditionele muziek.

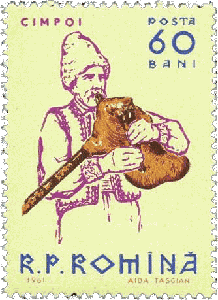
Cimpoi, Roemeense doedelzak
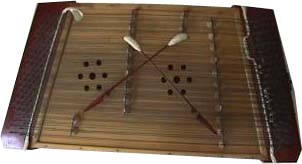
Cimbalom
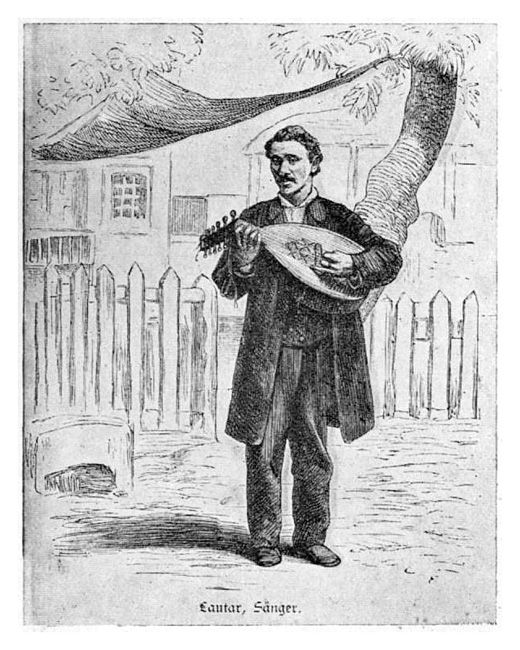
Lăutar met Cobza, Boekarest 1880

#### Maria Tănase

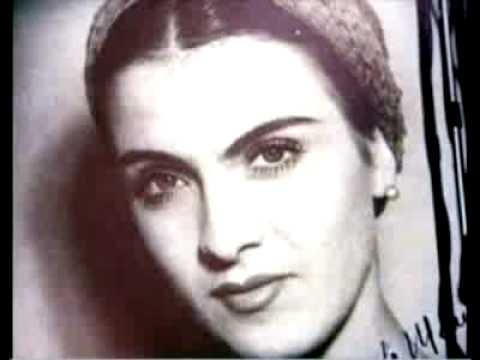
Maria Tănase

Maria Tănase (1913-1963) wordt in Roemenië vergeleken met Édith Piaf. In haar vaderland wordt zij gezien als een van de grootste zangeressen die het land heeft gehad.
Ze werd in 1913 als derde kind geboren in een sloppenwijk in Boekarest. Na drie jaar middelbare school ging ze in het bloemenbedrijf van haar vader werken. Op haar 15e ging ze werken in een herberg waar haar zang werd opgemerkt door Sandu Eliade, een bekende publicist en theaterregisseur.
In 1934 debuteerde ze op het toneel. In 1937 vertegenwoordigde ze Roemenië op de wereldtentoonstelling in Parijs. In 1939 zong ze op de New York World's Fair. Daar was ook de beeldhouwer Constantin Brâncuși aanwezig met wie ze later een relatie zou hebben.
Haar debuut in 1938 op de nationale radio was de start van haar grote bekendheid.
Na de oorlog speelde ze in diverse theaterstukken, musicals en films. Ze maakte ruim veertig keer een tournee naar New York.
Iedere Roemeen kent van haar nummer als: Cine iubeste si lasa (Wie bemind en laat gaan, 1937), Bun ii vinu ghiurghiuliu (Hoe goed is die wijn uit Ghiurghiu, 1938) en Marie si Marioara.
Duizenden mensen woonden haar begrafenis in 1963 in Boekarest bij en er werd een dag van nationale rouw afgekondigd.

### Traditionele feestmuziek (Musica Lăutarească)

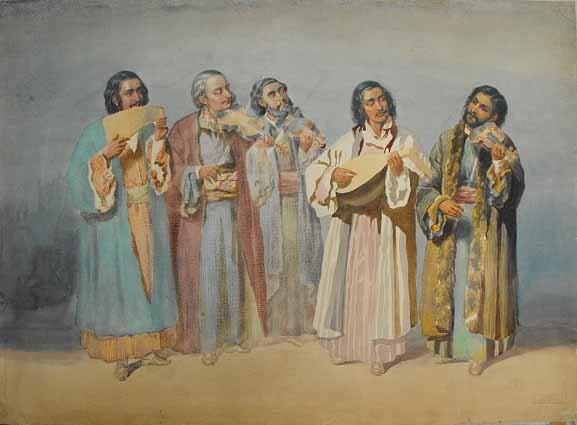
Lăutari in de 19e eeuw

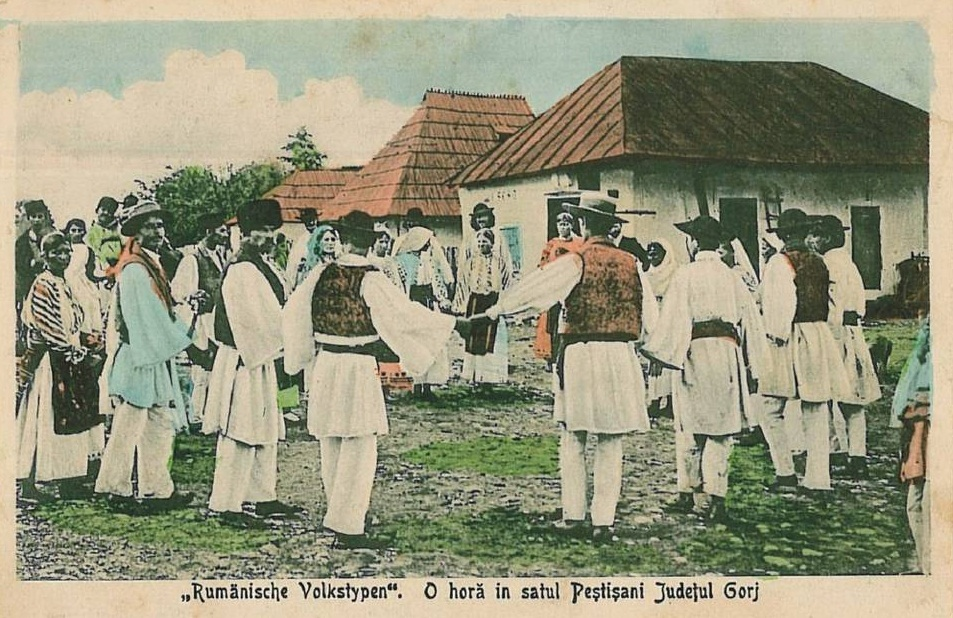
Dansen van de Hora rond 1890

Musica Lăutarească wordt gespeeld door traditionele muzikanten, de lăutari. Zij maken muziek bij sociale gelegenheden op het platteland, vooral huwelijksvieringen, die normaal van zaterdagmiddag tot maandagmiddag duren. 
Lăutari is afgeleid van lăută, het Roemeense woord voor luit, een snaarinstrument. In de loop van de tijd is de betekenis uitgebreid naar spelers en zangers van traditionele muziek in het algemeen ongeacht de bespeelde instrumenten.
Lăutari treden op in een taraf die vaak, maar niet altijd, uit een professionele clan van Roma-muzikanten bestaat.
Muziekstijlen die ook binnen de Musica Lăutarească uitgevoerd worden, zijn onder andere de hora (met gelijknamige gezamenlijke dans in een cirkel), sârba, doina (melancholisch/blues) en ardeleana.
Bekende artiesten zijn:
- Gabi Luncă (1938)
- Romica Puceanu
- Taraf de Haïdouks (band van ballingen), een sinds 1991 in Franstalig Europa bekende zigeunerband

Musica Traditionale of Musica Lăutarească?
De definities van volksmuziek (Musica Traditionale) en traditionele feestmuziek (Musica Lăutarească) lijken elkaar te overlappen. De oorspronkelijke muziek uitgevoerd door dorpelingen en herders op het platteland (Musica Traditionale) werd echter bij de opkomst van de taraf in toenemende mate uitgevoerd door zigeuners. Mogelijk heeft dit zelfs conserverend gewerkt voor de traditionele plattelandsmuziek.
Aan de andere kant wordt Musica Lăutarească niet alleen door zigeuners uitgevoerd.
De spanning tussen de traditionele Roemeen en de zigeuner/Lăutar komt naar boven in een uitspraak van de nationaal bekende traditionele zanger Grigore Leşe: "De man van het platteland zingt om zijn emotie uit te drukken, de Lăutar doet het slechts voor het geld."

### Doina
De doina is een lyrisch en gedragen muziekstuk dat solo, soms met begeleiding van een of enkele traditionele instrumenten, wordt vertolkt. De solisten tonen waar het uitkomt, thuis, buiten of op het werk, via spontane improvisatie hun kwaliteiten en emoties. Tot 1900 was de doina in veel regio's van Roemenië de enige muziekvorm. De muziek kan onder andere gaan over liefde, eenzaamheid, spanning en sociale conflicten. Het traditioneel doorgeven van ouder op kind is in de huidige tijd echter onder druk komen te staan. 
De doina werd daarom in 2009 opgenomen op de UNESCO-lijst van immaterieel erfgoed van de mensheid.

### Colinde

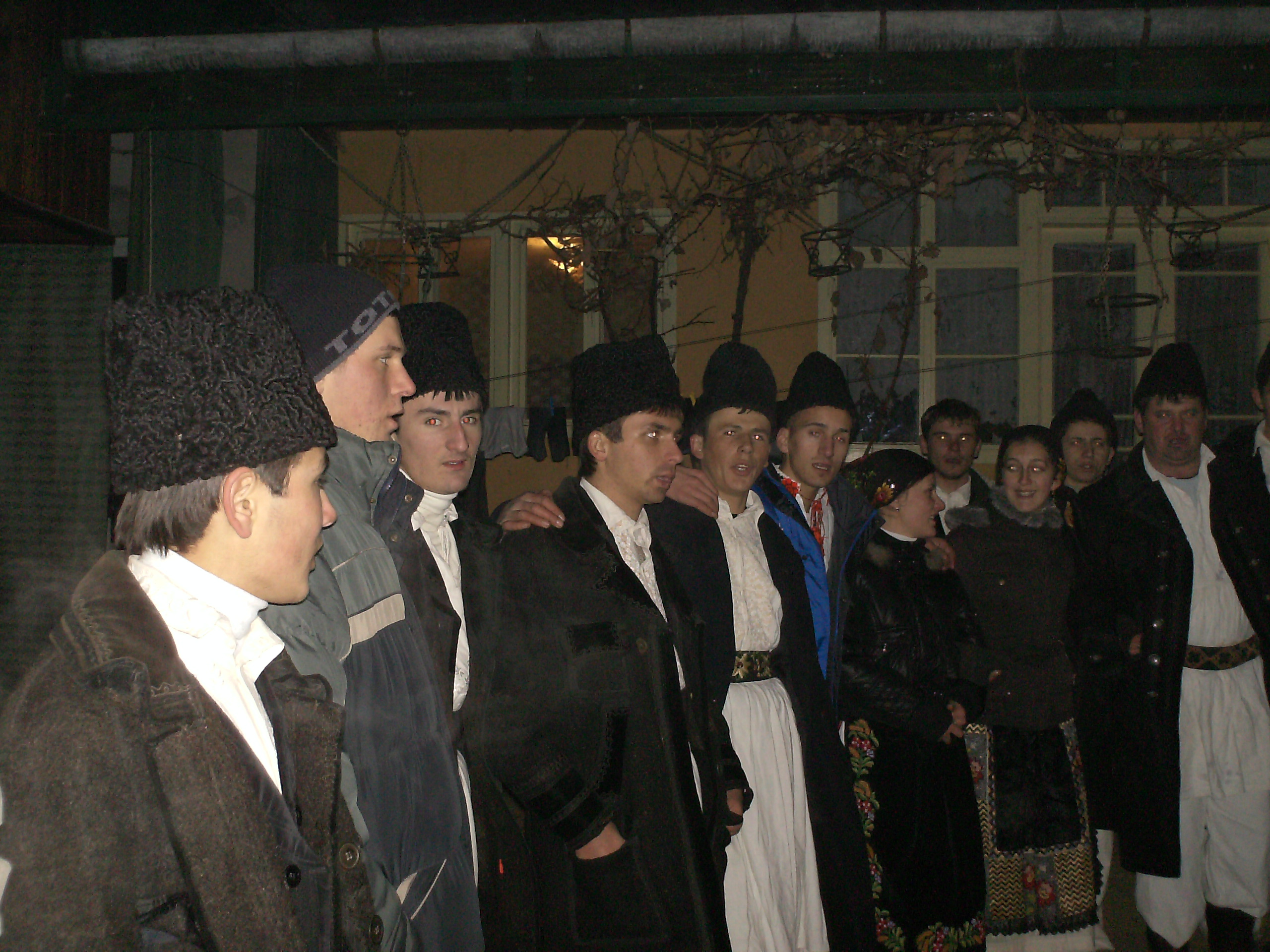
Colindatori

Colindă zijn traditionele liederen die rond kerst en oud en nieuw worden gezongen.
Ze zijn onderdeel van oude veelal regionaal gebonden gebruiken. In de periode rond kerst en oud en nieuw trekken groepjes Colindatori, vaak ook kinderen, langs de deuren om colindă te zingen. Als dank ontvangen zij dan snoep of een kleinigheid.
De professionele vertolker die in Roemenië het meest wordt vereenzelvigd met de colindă is Stefan Hrusca ('Mr Christmas himself', 1957). Hij woont in Canada en komt ieder jaar terug voor zijn optredens.

## Hedendaagse muziek

### Easy listening (Muzică Ușoară)
Muzică Ușoară heeft veel overeenkomsten met de popmuziek uit de jaren 60, 70 en 80 van de twintigste eeuw en wordt soms vergeleken met de schlager. In de communistische tijd werd deze muziek samen met de traditionele muziek gepromoot. Nationaal bekende namen zijn onder andere Corina Chiriac en Dan Spataru.

### Mainstream

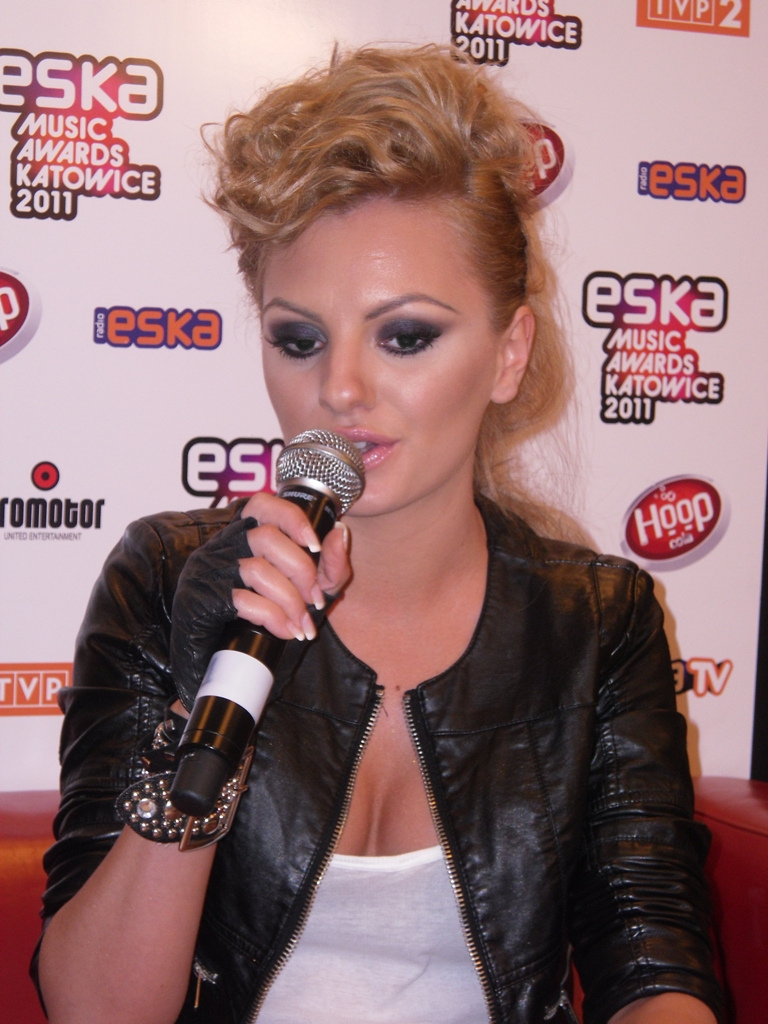
Alexandra Stan

Op de radio, televisie en in het uitgaansleven zijn alle vormen van westerse mainstreammuziek terug te vinden zoals pop, hiphop, heavy metal en rock-'n-roll. Regelmatig komen Roemeense bands ook in de westerse hitparades terecht.
Roemeense popmuziek met een hitnotering in Nederland of België:
- Gheorghe Zamfir in 1979 - op 5 met het thema uit De Verlaten Mijn - De Eenzame Herder
- O-Zone in 2004 - 9 weken op 1 in de top 40 met Dragostea din tei (letterlijk vertaald: liefde onder de lindeboom)
- Inna in 2009 - tweede plaats in de top 40 met het nummer Hot
- Edward Maya in 2009 - twee weken op 1 in de top 40 met Stereo Love
- Alexandra Stan in 2011 - tweede plaats in de top 40 met Mr. Saxobeat

Andere populaire popzangers in Roemenië zijn Bere Gratis, Anna Lesko, Connect-R, Alex, Pavel Stratan.

### Etno - Folklore (Musică Populare)
Begin jaren 90 ontstond etno, waarbij men traditionele nummers vaak begeleid door synthesizers ten gehore brengt. Op de Roemeense televisie zijn hier speciale themazenders voor te vinden. Dit in tegenstelling tot de folklore muziek waar traditionele uitvoering en klederdracht de basis vormen. Ook folklore kent haar eigen programma's op met name de staatstelevisie. Etno en Folklore zijn beide onderdeel van de 'Musică Populare'. Ze zouden kunnen worden gezien als een moderne vercommercialiseerde interpretatie van de oorspronkelijke 'Musica Traditionale' zoals die in de dorpen voorkwam.
De oorsprong van de Musică Populare is te vinden in de communistische periode. De bureaucratisering van de traditionele folkloristische volksmuziek leidde tot een nieuw soort "folklorisme" ter meerdere glorie van het systeem. De groots opgezette televisieshow Cîntarea României (de zang van Roemenië) was een massaspektakel met grote nadruk op regionale folklore en kleding. De televisieshow Tezaur Folcloric (folkloristische schatkist) legde de nadruk op perfecte professionele optredens, glamour en authenticiteit van de artiesten. Dit programma is na de val van het communisme in 2015 nog steeds zeer populair op de TVR (Roemeense staatstelevisie). In tegenstelling tot het meer "elitaire" Tezaur Folcloric ontstonden na 1989 ook zenders waar glamour belangrijker was dan perfecte uitvoering. Zo vindt men op de zenders Etno en Favorit moderne, vaak in hoog tempo uitgevoerde, interpretaties van folkloristische muziek. Bijhorende traditionele kleding en instrumenten worden aangepast aan de moderne tijd. Bijvoorbeeld door gebruik van Synthesizers.

### Manele
De manele is een mengeling van Roemeense en oosterse (Turkse/Arabische) muziek. Ze is in de jaren 1980 ontstaan als reactie op de traditionele muziek met Balkaninvloeden, verboden door het communistisch regime en rond 1990 weer opgekomen. De meningen over deze muziekvorm zijn over het algemeen zeer uitgesproken: de een is enthousiast liefhebber, de ander heeft er een grote hekel aan. Tegenstanders noemen bijvoorbeeld de zeer simpele en vaak seksistisch getinte teksten. Enkele steden hebben in het verleden zelfs manele in openbare gelegenheden, taxi's en festivals verboden omdat de muziek vaak met zeer luid volume ten gehore wordt gebracht. Mogelijk dat ook de associatie van manele met zigeuners/Roma een rol speelt.
Meer academische commentaren spreken van een ongepolijste vorm van volksmuziek die een kans verdient.
Een bekende vertolker van dit genre is Adrian copilul Minune (Adrian het wonderkind).

### Roemeense folk
Roemeense folk is geïnspireerd op de Amerikaanse folkmuziek. Het genre wordt voornamelijk gespeeld op de gitaar en heeft een hoog poëtisch gehalte. Voorbeelden zijn Nicu Alifantis, Alexandru Zărnescu en Victor Socaciu.

## Trivia
- In 2006 werd het Junior Eurovisiesongfestival in Boekarest gehouden.